# В'єнна (Нью-Йорк)
В'єнна (англ. Vienna) — місто (англ. town) в США, в окрузі Онейда штату Нью-Йорк. Населення — 5260 осіб (2020).

## Демографія
Згідно з переписом 2010 року, у місті мешкало 5440 осіб у 2219 домогосподарствах у складі 1512 родин. Було 3123 помешкання
Расовий склад населення:
| - 97,7 % — білих - 0,5 % — корінних американців - 0,5 % — чорних або афроамериканців - 0,3 % — азіатів |

До двох чи більше рас належало 0,9 %. Частка іспаномовних становила 0,6 % від усіх жителів.
За віковим діапазоном населення розподілялося таким чином: 22,0 % — особи молодші 18 років, 62,7 % — особи у віці 18—64 років, 15,3 % — особи у віці 65 років та старші. Медіана віку мешканця становила 44,1 року. На 100 осіб жіночої статі у місті припадало 102,0 чоловіків;  на 100 жінок у віці від 18 років та старших — 100,9 чоловіків також старших 18 років.
Середній дохід на одне домашнє господарство  становив 57 794 долари США (медіана — 50 924), а середній дохід на одну сім'ю — 66 248 доларів (медіана — 55 658). Медіана доходів становила 41 313 долари для чоловіків та 27 202 долари для жінок. За межею бідності перебувало 19,3 % осіб, у тому числі 35,6 % дітей у віці до 18 років та 7,5 % осіб у віці 65 років та старших.
Цивільне працевлаштоване населення становило 2340 осіб. Основні галузі зайнятості: освіта, охорона здоров'я та соціальна допомога — 23,7 %, роздрібна торгівля — 12,5 %, мистецтво, розваги та відпочинок — 10,2 %, будівництво — 9,2 %.